# Kunkhyen Pema Karpo
(Kunkhyen) Péma Karpo (tibétain : ཀུན་མཁྱེན་པད་མ་དཀར་པོ, Wylie : kun mkhyen pad ma dkar po) (1527-1592 CE) fut le quatrième Gyalwang Drukpa du bouddhisme tibétain. Péma Karpo qui signifie "lotus blanc" fut un grand maître de l'école Drukpa Kagyü.
Péma Karpo fonda le monastère Druk Sang-ngak Chöling (de) au Tibet méridional. 

### Œuvres
- (en) "Notes on Mahamudra", apud Perfect Clarity. A Tibetan Buddhist Anthology of Mahamudra and Dzogchen, trad. Erik Pema Kunsang (en), Kathmandu, Rangjung Yeshe Publications, 2012, p. 50-67.
- Les Six yogas de Naropa, trad. apud Walter Evans-Wentz et lama Kazi Dawa Samdup, Le yoga tibétain et les doctrines secrètes, ou Les sept livres de la sagesse du grand sentier(1935, revue 1958), trad. Marguerite la Fuente, Maisonneuve, 1964, rééd. 1997.
- Les pratiques préliminaires du bouddhisme tibétain, Centre Bouddhique Tibétain de Paris Yiga Tcheudzin, 1977, 93 p.
- (en) The Life of Tilopa (XVI° s.), trad. Chögyam trungpa Rinpoché, Vajradhatu, 1984.

### Études
- Guéshé Rabten, 'Les pratiques préliminaires du bouddhisme tibétain' de Pema Karpo et 'L'essence des instructions sur la cessation des quatre attachements' de Jetsun Dagpa Gyaltsen : deux commentaires oraux, trad. de l'an. Georges Driessens, Centre bouddhique tibétain Yiga Tcheudzin, 1977.
- (en) Herbert V. Günther (en), Meditation Differently, Padma Dkar-po's Definitive Investigation of the Four Tuning-in Phases, Delhi 1992.
- (en) E. Gene Smith, "Padma dkar po and His History of Buddhism", in Among Tibetan Texts, Boston, Wisdom, 2001.